# Velódromo (métro de Mexico)
Velodromo est une station de la Ligne 9 du métro de Mexico, située au nord et au sud de Mexico, dans la délégation Venustiano Carranza et Iztacalco.

## La station
La station ouverte en 1987, doit son nom au Velódromo Olímpico Agustín Melgar, inauguré en septembre 1968 dans le cadre des Jeux olympiques d'été de 1968 qui se tinrent le mois suivant. Son symbole représente un cycliste.

## Services et accessibilité
La station Velódromo de la ligne 9 du métro de Mexico est accessible aux personnes handicapées et dispose de services tels que des guichets, des tourniquets et des écrans d'information.